# Check Yo Self
Check Yo Self è un singolo del rapper statunitense Ice Cube, il terzo estratto dal terzo album in studio The Predator e pubblicato nel 1993.

## Descrizione
Tredicesima traccia dell'album, Check Yo Self ha visto la partecipazione vocale del gruppo rap Das EFX e presenta un campionamento del brano The Message dei Grandmaster Flash and The Furious Five.
Il brano è stato inoltre inserito nel videogioco Grand Theft Auto: San Andreas, nella stazione radio Radio Los Santos.